# Agneta Eriksson
Berith Agneta Eriksson, née le 3 mai 1965 à Västerås, est une nageuse suédoise spécialiste de la nage libre et du papillon. Elle est médaillée d'argent aux Jeux de 1980 et médaillée de bronze aux Europe de 1985.

## Carrière
Pour ses premiers Jeux en 1980, elle se qualifie pour le 100 m et le 200 m nage libre et est choisie pour participer au relais du 4 x 100 m nage libre suédois. En individuel, elle termine 8e de la finale du 100 m mais ne prend pas part au 200 m tandis qu'en relais, elle termine sur la deuxième marche du podium avec Carina Ljungdahl, Tina Gustafsson et Agneta Mårtensson. Quatre ans plus tard à Los Angeles 1984, elle atteint deux fois la finale, sur le 4 x 100 m nage libre et le 4 x 100 m 4 nages. Aux Jeux de 1988, elle ne passe pas le stade des séries sur les trois courses sur laquelle elle est qualifiée.

## Palmarès
| Date | Compétition           | Lieu         | Place | Course               |
| ---- | --------------------- | ------------ | ----- | -------------------- |
| 1980 | Jeux olympiques       | Moscou       | 8e    | 100 m nage libre     |
| 1980 | Jeux olympiques       | Moscou       | DNS   | 200 m nage libre     |
| 1980 | Jeux olympiques       | Moscou       | 2e    | 4 × 100 m nage libre |
| 1981 | Championnats d'Europe | Split        | 4e    | 100 m nage libre     |
| 1982 | Championnats du monde | Guayaquil    | 7e    | 100 m nage libre     |
| 1982 | Championnats du monde | Guayaquil    | 14e   | 200 m nage libre     |
| 1982 | Championnats du monde | Guayaquil    | 15e   | 100 m papillon       |
| 1984 | Jeux olympiques       | Los Angeles  | 15e   | 100 m nage libre     |
| 1984 | Jeux olympiques       | Los Angeles  | 12e   | 100 m papillon       |
| 1984 | Jeux olympiques       | Los Angeles  | 7e    | 4 × 100 m nage libre |
| 1984 | Jeux olympiques       | Los Angeles  | 7e    | 4 × 100 m 4 nages    |
| 1985 | Championnats d'Europe | Sofia        | 3e    | 4 × 200 m nage libre |
| 1985 | Championnats d'Europe | Sofia        | 5e    | 100 m nage libre     |
| 1986 | Championnats du monde | Madrid       | 16e   | 100 m nage libre     |
| 1986 | Championnats du monde | Madrid       | 18e   | 50 m nage libre      |
| 1986 | Championnats du monde | Madrid       | 15e   | 100 m papillon       |
| 1986 | Championnats du monde | Madrid       | 6e    | 4 × 100 m nage libre |
| 1986 | Championnats du monde | Madrid       | 11e   | 4 × 100 m 4 nages    |
| 1987 | Championnats d'Europe | Schiltigheim | 6e    | 100 m papillon       |
| 1988 | Jeux olympiques       | Séoul        | 22e   | 100 m papillon       |
| 1988 | Jeux olympiques       | Séoul        | 9e    | 4 × 100 m nage libre |
| 1988 | Jeux olympiques       | Séoul        | 11e   | 4 × 100 m 4 nages    |